# Muzeul Județean de Istorie și Arheologie Prahova
Muzeul Județean de Istorie și Arheologie Prahova este un muzeu județean din Ploiești, amplasat în Str. Toma Caragiu nr. 10.
Clădirea în care funcționează muzeul istoriei prahovene a fost construită în stil neoclasic după planurile arhitectului Alexandru Orăscu, autorul proiectelor Universității din București, a Librăriei Academiei, etc. Grație valențelor sale artistice și istorice, clădirea se înscrie în categoria monumentelor de arhitectură din România. De la punerea pietrei de fundație la 31 mai 1865 și finisare în 1867 și până în 1970, data la care a devenit adăpost al muzeologiei prahovene, aici au funcționat instituții de învățământ de prestigiu, începând cu primul gimnaziu ploieștean – “Sf. Petru și Pavel”, din timpul domniei lui Al. I. Cuza.
În decursul timpului clădirea a fost de mai multe ori restaurată, fiecare intervenție fiind marcată de grija pentru conservarea caracteristicilor inițiale ale monumentului. Ultima restaurare, de mare amploare, a avut loc între anii 1990 și 1995. Cu acest prilej, respectându-se cu rigurozitate personalitatea arhitecturală a monumentului, clădirea a beneficiat de consolidările și modernizările cerute de noua concepție tematică a Expoziției permanente. Ideea care a coordonat reorganizarea tematică a Expoziției permanente a Muzeului Județean de Istorie și Arheologie Prahova, a fost acea a individualizării sale în contextul instituțiilor de profil din țară, prin valorificarea patrimoniului propriu, a studiilor și cercetărilor întreprinse de specialiștii din diversele domenii (istorie medie, modernă și contemporană, numismatică și medalistică, etc.). Până în prezent din tematica generală a muzeului, au fost realizate, în funcție de mijloacele materiale avute la dispoziție, etapele care ilustrează începuturile orașului Ploiești, evenimentele de la mijlocul secolului XIX (1848) și ecoul lor în Prahova, cabinetele de numismatică și medalistică, aspecte ale vieții culturale prahovene antebelice.
La parter se află Sala Mihai Viteazul care adaposteste vestigiile privind inceputurile orasului Ploiesti ca asezare urbana, moment strans legat de domnia marelui voievod Mihai Viteazul- fondatorul orasului. În spațiile de la etaj se află cabinetul de numismatică, unde este etalată o impresionantă colecție de monede, care ilustrează fenomenul circulației monetare de la începuturile sale până în vremurile moderne. Pandant al acestei săli este cabinetul de medalistică care reunește medalii, ordine și decorații românești și străine din colecțiile instituției noastre. În prima sală, a etajului a fost recent amenajată expoziția care prezintă principalele evenimente ale secolului XIX, începând cu mișcarea revoluționară de la 1848, monumentul Unirii Principatelor Române la 1859, luptele pentru dobândirea independenței la 1877.
Viața culturală și cotidiană din perioada modernă sunt prezentate în sala dedicată scriitorului Ioan A. Bassarabescu și Prahova interbelică. O impresionantă colecție de timbre și cărți poștale este etalată în Sala „Filatelie și cartofilie” alături de documente, tablouri și piese vestimentare relevante pentru evoluția poștei românești. În aripa sudică, ultimele două săli ale circuitului de vizitare sunt alocate „Istoriei sportului prahovean”, personalităților (Ilie Oană, Leonard Doroftei) și cluburilor sportive prahovene. Holurile muzeului, la etaj, sunt amenajate cu grupaje de miniexpoziții: obiecte de podoabă medievale și moderne, tablouri ale pictorului Nicolae Grigorescu, arme și nu în ultimul rând două monoxile medievale și momentul dedicat ctitorului muzeelor prahovene prof. Nicolae Simache.
La exterior, intrarea muzeului este încadrată de Statuile Sfinților “Petru și Pavel”, patroni ai Gimnaziului care a funcționat aici, încă din 1868. În curtea din fața muzeului, pentru crearea unui ambient evocator, au fost plasate busturile domnitorilor: Mircea cel Bătrân, Vlad Țepeș, Mihai Viteazul și Aleaxandru Ioan Cuza, mari personalități ale istoriei naționale cu activitate strâns legata de istoria Ploieștiului și a meleagurilor prahovene.
Potențialul arheologic al județului Prahova a fost apreciat încă de la începuturile arheologiei românești, fie că a fost vorba de precursorii romantici ai disciplinei, Cezar Boliac, sau de cei care au pus bazele știintifice ale disciplinei: Alexandru Odobescu, Grigore Tocilescu, iar în unele cazuri chiar de entuziaști: frații Zagoritz (Alexandru, Constantin și Gheorghe) cu toții au fost atrași de bogația și diversitatea patrimoniului conservat pe aceste meleaguri. În decursul timpului și-au legat numele de cercetarea arheologică din Prahova o pleadă de personalități ai școlii arheologice românești care și-au adus contribuția la îmbogațirea cunoștințelor despre trecutul spațiului brăzdat de Prahova și Teleajen, dintre care amintim pe: Radu Vulpe, Ion Nestor, Gheorghe Ștefan, Grigore Florescu, Gheorghe Diaconu, Dinu V Rosetti și mulți alții.
Parterul clădirii Muzeului Județean de Istorie și Arheologie Prahova este dedicat expozițiilor arheologice, acestea cuprinzând cele mai importante descoperiri din siturile în care se efectuează cercetări. S-a încercat în desfășurarea expozițiilor aplicarea de metode noi în ceea ce privește prezentarea bogatului material arheologic, astfel încât vizitatorul să se regăsească nu doar ca spectator, ci și ca parte integrantă a istoriei noastre. Văii Budureasca îi este rezervată o întreagă sală, care valorifică expozițional principalele descoperiri arheologice întreprinse în cei 50 de ani de cercetări sistematice. Cercetările arheologice întreprinse aici s-au axat pe cunoașterea civilizației geților și a perioadei mileniului I d. Chr. Săpăturile au scos la lumină locuințe de suprafață construite din bârne de lemn și pereți din împletituri de nuiele lipite cu lut. Pentru aceasta perioadă, caracteristice sunt ceramica lucrată cu mâna, la roată, dar și de import, în special amfore. Prezența amforelor și monedelor emise de orașele grecești de la Marea Neagră demonstrează existența unor importante legături comerciale. La mijlocul mileniului I d. Chr. se schimbă comportamentul constructiv trecându-se de la suprafață, la un nou tip de locuință săpată parțial sau total în pământ. Comunitățile umane din această perioadă cunoșteau și metalurgia fierului, fiind descoperite cuptoare pentru reducerea minereului de fier. Cu fierul astfel realizat erau produse cuțite, topoare, seceri, dar și alte unelte.
Sala “Arheologie prahoveană“ este consacrată cercetărilor arheologice desfășurate pe teritoriul județului Prahova, propunându-și să înfățișeze cele mai reprezentative dintre descoperiri, rezultat al celor aproape 150 de ani de cercetări, care fac dovada unei intense și continue locuiri a acestui spațiu. Situarea geografică a județului, traversat de două axe de comunicații pe direcția nord-sud, reprezentate de văile râurilor Prahova și Teleajen, precum și existența tuturor formelor de relief au oferit din cele mai vechi timpuri și până astăzi condiții prielnice de trai comunităților umane. Obiectivele arheologice identificate au trezit interesul oamenilor de știința încă din secolul al XIX-lea.
Printre obiectivele arheologice semnalate și cercetate se află cele două castre romane de la Drajna de Sus și Mălăiești. Pe suprafața castrului de la Drajna a fost descoperită ceramică dacică și romană, monede din perioada 88-117 d. Chr. Piese de port și podoabă, cărămizi, piese de pavaj ștampilate cu însemnele unităților militare cantonate aici. Cercetările din castrul de la Mălăiești au scos la lumină un bogat material arheologic alcătuit din ceramică, piese de armament, cărămizi, între care și una cu ștampila Legiunii V Macedonica, și monede imperiale romane. În castrul roman de la Drajna de Sus cercetările au fost continuate și aprofundate de către Cristian Vlădescu, Victor Teodorescu, Mihail Zahariade și Marinela Peneș, iar în cel de la Mălăiești cercetările au fost inițiate de către Constantin Zagoritz, fiind continuate de către Grigore Florescu, Expectatus Bujor și Dan Lichiardopol. În apropierea satului Apostolache, în anul 1974 s-a identificat o așezare de tip gumelnițean neolitică, la Ciorani fiind descoperite materiale ceramice aparținând neoliticului mijlociu. La Homoraciu au fost gasite morminte de inhumatie în ciste din lespezi de piatră specifice epocii timpurii a bronzului. Pe culoarul de comerț și comunicații al râului Teleajenului au funcționat două cetăți getice la Gura Vitioarei și Homorâciu, de unde s-a recuperat un bogat material ceramic. O altă davă dacică a funcționat la Tinosu pe cursul inferior al râului Prahova, materialul arheologic descoperit aici cuprinzând ceramică autohtonă sau de import, fusaiole, piese de port și podoabe. La Plopu a fost descoperit un depozit de piese de metal, având printre altele în inventar 11 monede bizantine din bronz emise pe parcursul secolului al XI-lea. În 1941 la Ploiești, în punctul Triaj s-a întreprins o săpătură de salvare într-unul din monumentele funerare de tip tumular, urmată apoi în perioada 1942-1944 de cercetare sistematică a unui al doilea tumul, dezvelindu-se complexe funerare eneolitice din prima epoca a fierului și sarmatice, precum și o așezare datată în secolele al III-lea – al IV-lea d.Chr. Pe teritoriul comunei Ceptura au fost întreprinse cercetări arheologice de salvare soldate cu descoperirea a două așezări, una datată în secolele al II-lea- al III-lea d. Chr. și a două din secolele al V-lea- al VII-lea d.Chr. Pe teritoriul satului Cireșanu au fost identificate mai multe obiective arheologice: o așezare din secolele al IV-lea – al V-lea și morminte de inhumație datate în secolele al IX-lea- al X-lea. La Șirna au fost documentate mai multe nivele de locuire din epoca fierului și mileniul I d.Chr. (secolele al II-lea - al X-lea). La Boldești-Grădiștea a fost identificată o necropolă birituală specifică secolului al IV-lea d. Chr., având un inventar bogat format din obiecte de podoabă și ceramică. Cetatea medievală de la Tabla Buții se înscrie în rândul fortificațiilor de plan poligonal construite în secolul al XIV-lea, aceasta funcționând ca punct vamal până în secolul al XVIII-lea. Târgul medieval de la Gherghița este atestat documentar începând cu secolul al XV-lea și a funcționat până în secolul al XVIII-lea.
Descoperirilor din situl arheologic de la Târgșoru Vechi le-au fost rezervate două săli pentru a putea valorifica vizual și științific cele mai importante piese:Targsorul Vechi si Targsorul Medieval.  Expuse în ordinea cronologiei istorice, descoperirile de la Târgșoru Vechi ne poartă prin perioadele istorice începând cu paleoliticul superior ajungând până în epoca medievală. În perimetrul de peste 17 ha. al rezervației au fost identificate și cercetate vestigii, care de-a lungul timpului s-au concretizat în valoroase contribuții privind înțelegerea habitatului uman, situl arheologic de la Târgșoru Vechi fiind considerat în anul 1991, de către “Comisia Națională a Monumentelor, Ansamblurilor și Siturilor Istorice”- “Rezervație de interes public național”, ce a scos la lumină urme de locuire ce definesc toate epocile din paleolitic și până în secolul al XIX-lea.
Epoca romană este una dintre cele mai bine reprezentate în cuprinsul acestei rezervații arheologice, aici fiind documentate urmele unui castru și ale termelor amplasate extra-muros ale acestuia. Perioada post-romană este foarte bine reprezentată în cadrul obiectivelor arheologice cercetate la Tărgșoru Vechi fiind studiate trei asezări suprapuse, aparținand secolelor al-II-lea- al III-lea, al V-lea – al VII-lea și al VIII-lea – al X-lea d. Chr., constituind singura suprapunere de acest tip cunoscută până în prezent pe teritoriul Munteniei. Necropola din secolele al III-lea-al IV-lea d. Chr. descoperită și cercetată la Târgșoru Vechi, se află situate la est și sud-est de incinta Curții Domnești, însumând până în prezent un număr de 470 de morminte. Din cercetările întreprinse în această necropolă a putut fi observată existența a două orizonturi funerare: primul este reprezentat de necropola sarmatică, al doilea fiind reprezentat de necropola birituală de tip Cerneahov, datată în secolele al III-lea- al IV-lea d. Chr., cel mai mare ansamblu funerar cercetat până în prezent pe teritoriul Munteniei. Târgul medieval de la Târgșoru Vechi este atestat documentar la 6 august 1413 într-un privilegiu acordat de voievodul Mircea cel Bătrân brașovenilor. La începutul secolului al XV-lea Târgșorul este menționat în documente sub numele de Novum Forum. Curtea Domnească ridicată în cadrul Târgului medieval de la Târgșor, din care se păstrează curtina, fundațiile caselor domnești și a celorlalte construcții din interiorul acesteia, precum și biserica ridicată în timpul domnitorului Antonie Vodă din Popești (1669-1672). Muzeul Județean de Istorie și Arheologie Prahova este posesorul unei valoroase colecții de piese din piatră (de elemente de lapidarium), în mare parte datorată strădaniilor lui Alexandru Zagoritz și Nicolae Simache. Această colecție este structurată pe două paliere: piese aparținând perioadei romane a Daciei și epocii medievale. Liticii romane îi aparțin piese de tipul stelelor funerare, lei funerari, postamente de statui etc aparținând secolelor al II-lea – al III –lea și provenind din diverse locuri ale provinciei Dacia.  Dintre piesele litice medievale se remarcă cele provenind de la conacul cantacuzin de la Mărgineni (stâlpi, capiteluri, baze de coloane, ancadramente de uși și ferestre), monument de arhitectură, care prefigurează repertoriul decorativ al artei brâncovenești. Alături de acestea mai pot fi văzute diverse monumente funerare și pietre tombale, în mare parte datorate școlii de meșteri pietrari de la Parepa.
Rezervația arheologica Budureasca este situată în zona dealurilor subcarpatice, în estul județului Prahova la o distanță de aproximativ 5 km nord de orașul Mizil, încadrată administrativ comunei Vadu Săpat (jud. Prahova). Cercetările arheologice în această vale au fost demarate în anul 1959 de către arheologul Victor Teodorescu. În cei 50 de an ice au trecut de la începutul cercetărilor au fost identificate în acest perimetru de circa 10 km.², 31 de situri arheologice ce cuprind mai multe nivele de locuire din paleoliticul superior și până în perioada medievală. Până în prezent au fost cercetate parțial sau sondate siturile arheologice din punctele Budureasca 1, 2, 3, 4, 5, 6, 7, 9, 15, 17. Piesele descoperite în urma cercetărilor arheologice întreprinse aici au fost incluse în expoziția permanentă a Muzeului Județean de Istorie și Arheologie Prahova, sala “Arheositurile din Valea Budureasca”. Cercetările efectuate în Valea Budureasaca au oferit posibilitatea unei mai bune cunoașteri a perioadei secolelor V-VII p. Chr. De asemenea au mai fost cercetate obiective aparținând și altor paliere cronologice: Hallstatt, Latene, epoca bronzului, neolitic etc. Pentru perioada sec. V-VII p. Chr se observă o densitate mare de locuire în Valea Buduresca, cea ce oferă oportunitatea unor cercetări complexe privind problemele de demografie și evoluție culturală; prin corelarea rezultatelor obținute în diferite situri cercetate pe teritoriul Munteniei. În acest moment cercetările arheologice ce se realizează în Valea Budureasca sunt printre puținele din Muntenia care abordează situri din a doua jumătate a mileniului I p. Chr., cercetarea acestei perioade fiind într-un regres vizibil.
Clădirea muzeului este declarată monument istoric, având codul PH-II-m-A-16246. Clădirea muzeului este monument de arhitectură și a fost construită în 1865, în stil neoclasic. A avut diverse destinații: 1865 - 1878 gimnaziu; 1878 - 1898 liceu de stat; 1898 - 1944 internat, școală comercială, 1944 - 1967 liceu de fete, școală pedagog,